# Шалонж, Даниель
Даниель Шалонж (фр. Daniel Chalonge, 1895 −1977) — французский астроном и астрофизик.

## Биография
Родился в Гренобле, образование получил в Высшей Нормальной школе. На протяжении многих лет работал в Парижской обсерватории, обсерватории в Провансе, а также высокогорной обсерватории в Юнгфрауйох, Швейцария. Один из основателей (совместно с А. Минёром) Института астрофизики в Париже.
Основные труды посвящены звёздной спектроскопии. Совместно с Д. Барбье изучил абсолютными методами распределение энергии в ультрафиолетовой области и определил величину бальмеровского скачка в спектрах 240 звёзд всех спектральных классов (1941). На основании этих измерений в 1952—1956 годах с совместно с Барбье и Л. Диван разработал двух- и трёхпараметрическую системы спектральной классификации звёзд, параметры которых определяют свойства звёзд более точно, чем в системе Моргана — Кинана. Исследовал поглощение в непрерывном спектре звёзд, обусловленное отрицательными ионами водорода; совместно с Л. Диван построил систему цветовых температур звёзд. Обнаружил температурный эффект в озоновом слое. Усовершенствовал микрофотометр, впоследствии названный в его честь.
В 1948—1955 годах был президентом Комиссии N 36 «Теория звездных атмосфер» Международного астрономического союза.
В период с 1936 по 1982 год опубликовал (в соавторстве) более 90 научных работ.
В его честь названы:
- Кратер на Луне
- Астероид № 2040
- Пик во французских Альпах высотой 3343 метра
- Институт астрофизики в Париже;
- Музей астрономии и астрофизики в Эриче, Сицилия.